# Metastelma rariflorum
Metastelma rariflorum är en oleanderväxtart som beskrevs av Rudolf Schlechter. Metastelma rariflorum ingår i släktet Metastelma och familjen oleanderväxter. Inga underarter finns listade i Catalogue of Life.